# Pour être chez moi
Pour être chez moi est le premier roman d'Emmanuelle Pagano, publié en mars 2002 aux éditions du Rouergue, sous le pseudonyme Emma Schaak.

## Édition
- Pour être chez moi, éditions du Rouergue, 2002, 93 p.  (ISBN 9782841563555)